# Roman Drejza
Roman Drejza (ur. 3 lipca 1924 w Kłecku, zm. 10 stycznia 2013 tamże) – polski działacz społeczny, poeta ludowy, rolnik, przewodniczący pierwszego krajowego Zjazdu Izb Rolniczych, odznaczony Krzyżem Komandorskim Orderu Odrodzenia Polski.

## Życiorys
Jego ojciec był spedytorem kolejowym, uczestnikiem Powstania wielkopolskiego w Kompanii kłeckiej pod komendą Edmunda Rogalskiego. 
W listopadzie 1939 r. podczas łapanki w Kłecku został złapany i wywieziony na przymusowe roboty do Dallmnin. Po wojnie zaangażował się społecznie, m.in. w 1981 r. założył w Kłecku Niezależny Samorządny Związek Zawodowy Rolników Indywidualnych „Solidarność”, był również przewodniczącym pierwszego krajowego Zjazdu Izb Rolniczych w Poznaniu, następnie, przez dwie kadencje był przewodniczącym Rady Wojewódzkiej NSZZ „Solidarność”.
Przez całe swoje życie pisał wiersze, za które otrzymał trzykrotnie podziękowania listowne od Jana Pawła II. W 2010 r. z inicjatywy prof. Jerzego Siepaka i z jego posłowiem około 200 zebranych wierszy ukazało się drukiem w tomie Wiersze Romana Drejzy.
Za działalność społeczną i kulturalną 11 maja 2006 r. został odznaczony przez prezydenta RP Lecha Kaczyńskiego Krzyżem Komandorskim Orderu Odrodzenia Polski.